# Thoreson Peak
Der Thoreson Peak ist ein 1200 m hoher Berg an der Scott-Küste des ostantarktischen Viktorialands. Er ist einer der höchsten Gipfel in den Felsenkliffs an der Südseite des New Harbour und ragt 5,1 km westsüdwestlich des Stewart Peak auf.
Das Advisory Committee on Antarctic Names benannte ihn 2000 nach Ronald D. Thoreson, Manager des biologischen Labors auf der McMurdo-Station im antarktischen Winter 1970.